# Los debates de Doha
Los debates de Doha, mejor conocidos por The Doha Debates en inglés son un foro para la libertad de expresión en Catar y para hacer frente a los problemas y temas de actualidad más controversia les de la región. Son parte de la Fundación de Catar y sus derechos de transmisión se venden a la BBC Mundo Noticias donde van al aire mensualmente, ocho veces al año.
Estos debates son el principal foro del mundo árabe e islámico, donde la audiencia puede argumentar libremente sin temor a censuras o repercusiones, y donde líderes dan cuenta de sus políticas y acciones. Mientras algunos consideran que los gobiernos alrededor del mundo intensifican las restricciones a la libertad de prensa, Los Debates de Doha tocan abiertamente los asuntos vitales para el Medio Oriente frente al pueblo y en televisión mundial. Por primera vez en sus vidas muchos jóvenes árabes han tenido la oportunidad de hablar y preguntar sobre política, desafiando a políticos y expertos cara a cara.
Los debates entraron en su quinta temporada en septiembre de 2008. Se han tocado diversos temas como el terrorismo, torturas, ataques suicidas, derechos humanos, Hezbolá, Israel y Al Qaeda.

## Cómo funcionan estos debates
Estos debates los presenta el galardonado, ex corresponsal de la BBC y entrevistador Tim Sebastián, quien los fundó en 2004 y aseguró su independencia editorial. Ningún gobierno, cuerpo oficial o emisora tiene ningún control sobre lo que se dice y a quien se invita a las sesiones. Los Debates de Doha son televisados 8 veces al año a través de la BBC Mundo Noticias. 
Para desarrollar el debate toman un asunto polémico e invitan a dos personas, una a favor y otra en contra. Estos invitados exponen sus argumentos, cada debatiente es interrogado por el conductor y luego la discusión es abierta a la audiencia para preguntas. El proceso finaliza con un voto electrónico.
Los debates se han convertido en el foro escogido por muchos hombres de estado del Medio Oriente. Eventos especiales con un formato de preguntas y respuestas y sólo un invitado, han atraído a reconocidas figuras como Bill Clinton, Mohamed Ali Beradei, Shimon Peres, Amre Moussa y Ayad Allawi.

## Audiencia local e internacional
Dos tercios de la audiencia local son estudiantes provenientes de una amplia gama de países árabes e islámicos. En algunos debates han tomado posiciones radicales e inesperadas. A nivel internacional los debates atraen una gran cantidad de atención. BBC Mundo Noticias reportan 300 millones de espectadores a través de 200 países. La páginas cibernética del programa reciben más de un millón de visitas al mes.